# Tonnerre sous l'Atlantique
Pour plus de détails, voir Fiche technique et Distribution.
Tonnerre sous l'Atlantique (titre italien : La grande speranza) est un film de guerre italien réalisé par Duilio Coletti et sorti en 1954.
L'unique personnage féminin du film est joué par la canadienne Lois Maxwell, la Miss Moneypenny des films de James Bond.

## Synopsis
Pendant la Seconde Guerre mondiale, un sous-marin italien croise en guerre dans l'océan Atlantique. Il coule quelques navires ennemis, cherchant à sauver les naufragés en les accueillant à bord.
Entre les Italiens et les marins ennemis, il y a beaucoup de méfiance, mais rapidement naît une forte attraction entre le commandant et une belle auxiliaire britannique.
Après une longue attaque aérienne, le vaisseau est impliqué dans une bataille féroce avec un navire belge, et de manière non prévue, cela rapproche les marins de leurs prisonniers. Les prisonniers sont ensuite débarqués dans les Açores.

## Fiche technique
- Titre original : La grande speranza
- Titre français : Tonnerre sous l'Atlantique
- Titre anglais ou international : Torpedo Zone
- Réalisation : Duilio Coletti
- Scénario : amiral Marcantonio Bragadi (it)
- Musique : Nino Rota
- Photographie : Leonida Barboni
- Son : Giulio Panni
- Montage : Giuliana Attenni (it)
- Société(s) de production : Minerva Film
- Société(s) de distribution : Independent-International Pictures
- Pays d’origine :  Italie
- Langue originale : italien
- Format : couleur — 35 mm — son mono
- Genre : film de guerre
- Durée : 83 minutes (version française : 90 minutes)
- Dates de sortie :
  - Italie : 1954

## Distribution
- Lois Maxwell : Lily Donald
- Renato Baldini : commandant
- Folco Lulli : Nostromo
- Aldo Bufi Landi : lieutenant
- Earl Cameron : Johnny Brown
- Carlo Delle Piane : Ciccio
- Henri Vidon : Robert Steiner
- Paolo Panelli

## Article annexe
- Sous-marins au cinéma et à la télévision